# Reinhold Ljunggren

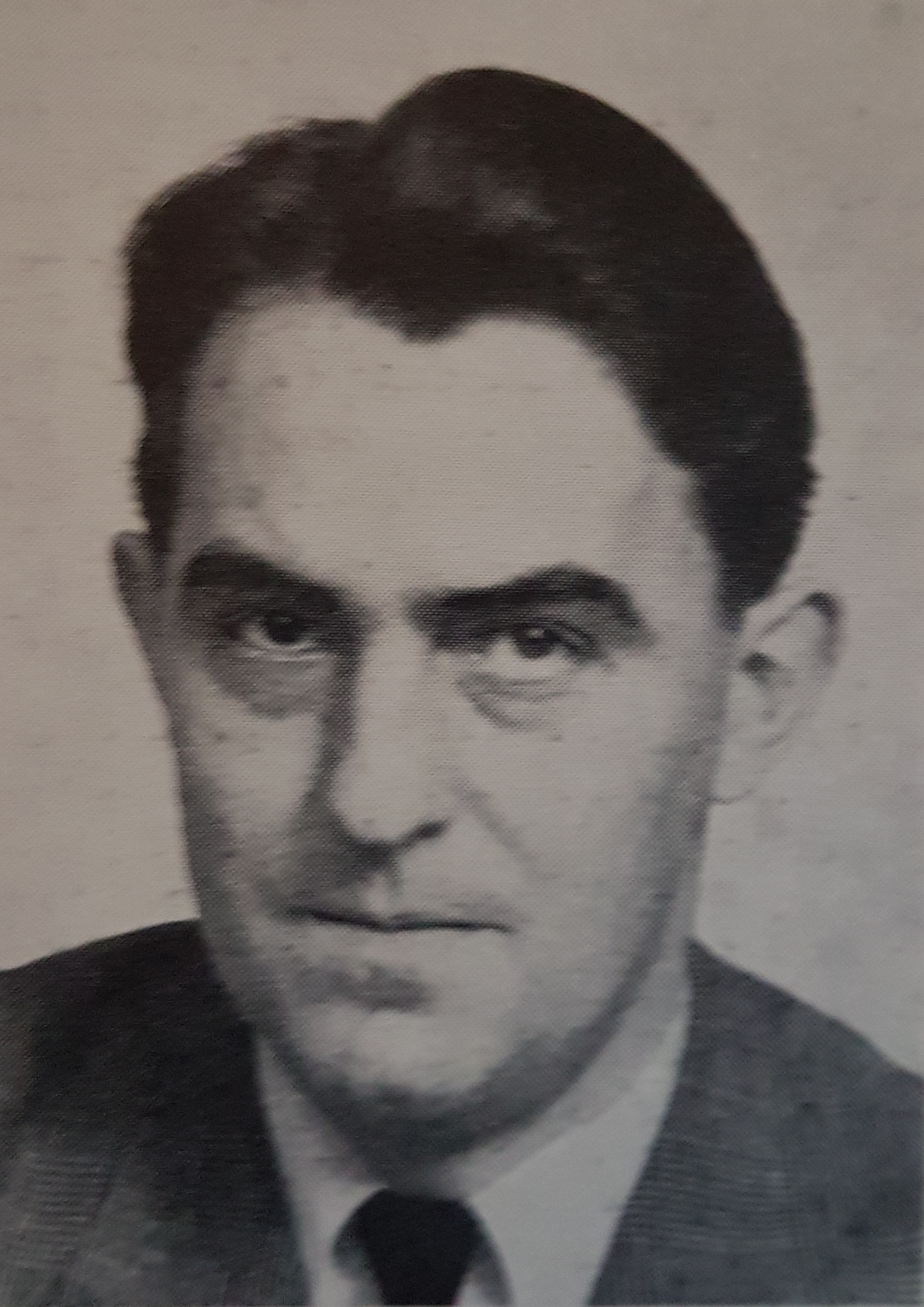
Reinhold Ljunggren

Anders Reinhold Ljunggren, född 9 januari 1920 i Berga församling i Småland, död 14 juli 2006 i Vimmerby, var en svensk målare och grafiker.

## Biografi
Reinhold Ljunggren var son till godsägaren Arnold Ljunggren (1886–1921) och Betty Inger Augusta, född Sjörén (1889–1980). Efter faderns tidiga död flyttade modern med Reinhold Ljunggren och hans syster 1922 till Ljungby i Småland där han växte upp. År 1937 kom han till Stockholm, där han utbildade sig på Tekniska skolan och studerade hos Edvin Ollers och Otte Sköld. 1939–1941 studerade han vid Konstakademien. Han flyttade 1941 till Trosa. där han bodde i över 30 år, och därefter till Norra Vi och sedan till Vimmerby. Han har skildrat naturen och småstaden med stor detaljrikedom. Hans verk karaktäriseras ofta av en viss ödslighet. Ljunggren skapade diplomen för de första Nobelprisen i ekonomi 1969. Han har även gjort sig känd som porträttmålare med avbildningar av till exempel kung Gustaf VI Adolf, Gunnar Ekelöf, Evert Taube och Jarl Kulle. Ljunggren installerades 1980 som hedersledamot vid Södermanlands-Nerikes nation i Uppsala.
Ljunggrens konst finns representerad på Nationalmuseum och Moderna museet i Stockholm, Kalmar konstmuseum, Örebro läns landsting och på Bonniers porträttsamling i Villa Manilla på Djurgården i Stockholm.
Ljunggren gifte sig 1940 med Carin Ljunggren, född Ångman (1921–2003).